# Zola ophitata
Zola ophitata är en fjärilsart som beskrevs av Franz Paula von Schrank 1802. Zola ophitata ingår i släktet Zola och familjen mätare. Inga underarter finns listade i Catalogue of Life.